# 8 Canada Square
L'8 Canada Square, conosciuto anche come HSBC Tower (talvolta HSBC Group Head Office), è un grattacielo situato in 8-16 Canada Square a Londra, Inghilterra, nel complesso di Canary Wharf. L'edificio è nato per ospitare la sede centrale dell'HSBC. La costruzione ha avuto inizio nel 1999 ed è terminata nel 2002; vi lavorano circa ottomila dipendenti.
Nell'aprile 2007 è stato acquistato da una compagnia spagnola, la Metrovacesa, per oltre un miliardo di sterline; tuttavia nel 2008 la proprietà dell'edificio è tornata all'HSBC Group.

## Proposta
Nel 1993, con il trasferimento della sede centrale del Gruppo HSBC da Hong Kong a Londra, la compagnia decise di costruire un proprio edificio in modo da radunare migliaia di dipendenti in un unico luogo, evitando così la locazione di immobili in tutta la città. Tra il 1995 e il 1997 furono considerati diversi progetti, tra cui l'idea di riprodurre l'edificio che ospitava la sede dello stesso gruppo a Hong Kong. Alla fine il progetto fu affidato a Norman Foster, già architetto della precedente sede della compagnia.

## Costruzione
La costruzione della Torre cominciò nel gennaio del 1999 mentre il primo grande passo si è avuto con l'installazione di quasi 5 000 pannelli in vetro durante l'estate dell'anno seguente.
I principali materiali impiegati:
- Calcestruzzo: 180000 t;
- Acciaio: 14000 t;
- Vetro: 44980 m².

### Incidente
Il 21 maggio del 2000, mentre erano in corso i lavori, una gru di sollevamento è caduta uccidendo tre operai, deceduti sul colpo a causa dell'impatto scaturito da un'altezza di approssimativamente 140 metri (450 ft).

### Completamento
Il 7 marzo 2001, con il sollevamento e l'installazione dell'ultima trave, si è tenuta una cerimonia per festeggiare la conclusione dei lavori di costruzione e a tale evento hanno partecipato giornalisti, bancari, appaltatori e le famiglie degli operai. L'apertura ufficiale dell'edificio risale al 2 aprile 2003 ma alcuni dipendenti hanno cominciato a lavorarvi nel settembre del 2002.

## Costo finanziario e problemi
Se cominciamo a contare a partire dalla sua apertura al pubblico nell'aprile del 2003, ci sono voluti soltanto 4 anni perché venissero a galla le difficoltà nella gestione dell'edificio e i costi di mantenimento dello stesso e dei dipendenti. Nel 2007, la HSBC Tower è stata venduta ad una società immobiliare spagnola dal nome Metrovacesa, al prezzo record di 1 miliardo di sterline, un vero e proprio primato per la Gran Bretagna. Il 5 dicembre 2008, la HSBC Holdings ri-acquisitò la proprietà del palazzo, dichiarando che l'accordo aveva portato ad un utile di 250000000 £ (368 milioni di dollari), nella seconda metà dell'anno. Tuttavia, il 13 novembre 2009, la HSBC ha di nuovo venduto l'edificio, questa volta al Servizio Pensione Nazionale di Corea ('NPS') per 772500000 £. L'azienda ha dichiarato una plusvalenza di circa 350000000 £ risultante dall'operazione, ultimata poco prima della fine del 2009. Si ignora se la HSBC tenterà di assumere la proprietà della costruzione di nuovo in futuro ma l'edificio è completamente occupato e continua a servire come sede principale della società.

## Edifici nei paraggi
Nelle vicinanze della HSBC Tower si trova la torre One Canada Square (nota anche come Canary Wharf Tower) e il Citigroup Centre.

## Trasporto
La stazione della metropolitana più vicina alla Torre è quella di Canary Wharf, in contatto con la più recente linea Jubilee, raggiungibile mediante il collegamento con la DLR. Fino a poco tempo fa si poteva raggiungere il posto con un autobus che partiva direttamente dal London City Airport.